# Blepharipa auricaudata
Blepharipa auricaudata là một loài ruồi trong họ Tachinidae.